# 柏林戰役
柏林戰役，蘇聯方面稱為柏林解放、柏林光復、柏林戰略攻勢行動，或稱為柏林陷落，是第二次世界大戰歐洲戰場上最後的大型攻勢之一。
在1945年1月至2月間的維斯瓦河-奧得河攻勢結束後，蘇聯紅軍於柏林以東60（37英里）處暫緩推進腳步。3月9日，德國政府啟動克勞塞維茨行動，訂定保衛柏林的計畫。德意志國防軍於3月20日在維斯瓦河集團軍新任指揮官哥特哈德·海因里希將軍的指揮下於柏林郊外開始第一階段的防衛準備。
蘇軍於4月16日重啟攻勢；兩個蘇聯方面軍分別自東方與南方對柏林發動攻擊，另一支蘇聯方面軍則殲滅了駐守柏林北方的德軍部隊。在對柏林發動總攻擊前，蘇軍便已陸續佔領施勞弗高地與哈爾貝等地，並完成對柏林市的合圍。1945年4月20日，在德國元首阿道夫·希特勒56歲生日當天，由格奥尔基·朱可夫元帥指揮的蘇聯白俄羅斯第1方面軍開始砲擊柏林市中心，而伊万·科涅夫元帥所轄的烏克蘭第1方面軍則突破了中央集團軍的防線，並向柏林的南方郊區推進。4月23日，赫爾穆特·魏德林將軍接掌柏林防務。柏林城內的守軍主要由數支殘缺不全且組織渙散的國防軍及武裝親衛隊單位組成，輔以訓練不足的國民突擊隊與希特勒青年團成員。蘇軍在接下來的一週內逐步奪取了整座城市。
4月30日，希特勒自殺，隨侍在其側的數名親信及高級將領也在不久後相繼自盡。柏林守軍於5月2日投降，但城市西北方、西方與西南方的戰鬥仍在持續進行。在歐洲戰事於5月8日結束前仍有一些德軍單位持續向西突圍以向西方盟軍投降，避免為蘇聯紅軍所俘。

## 背景

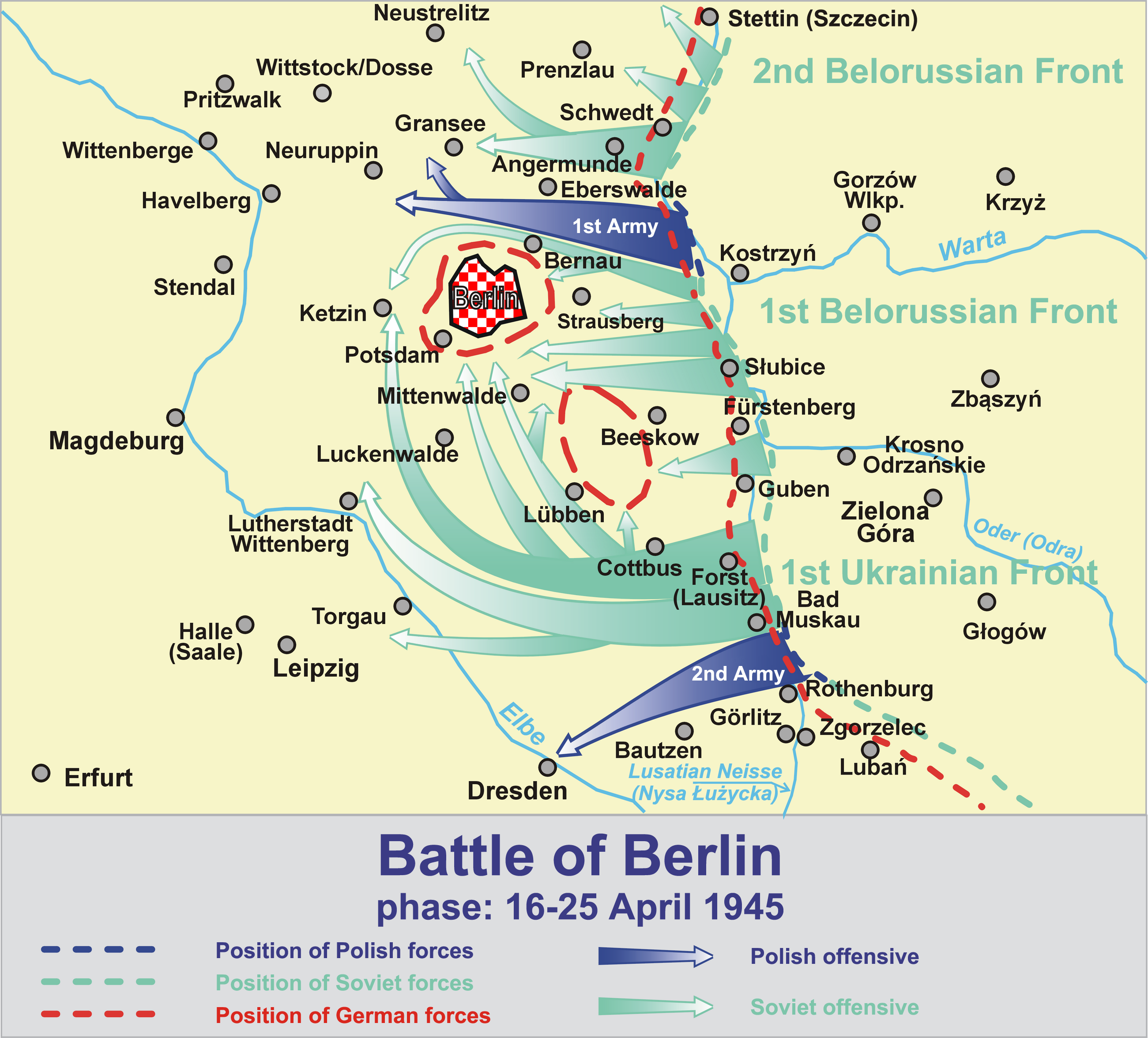
蘇聯紅軍及其盟軍的主力攻勢圖

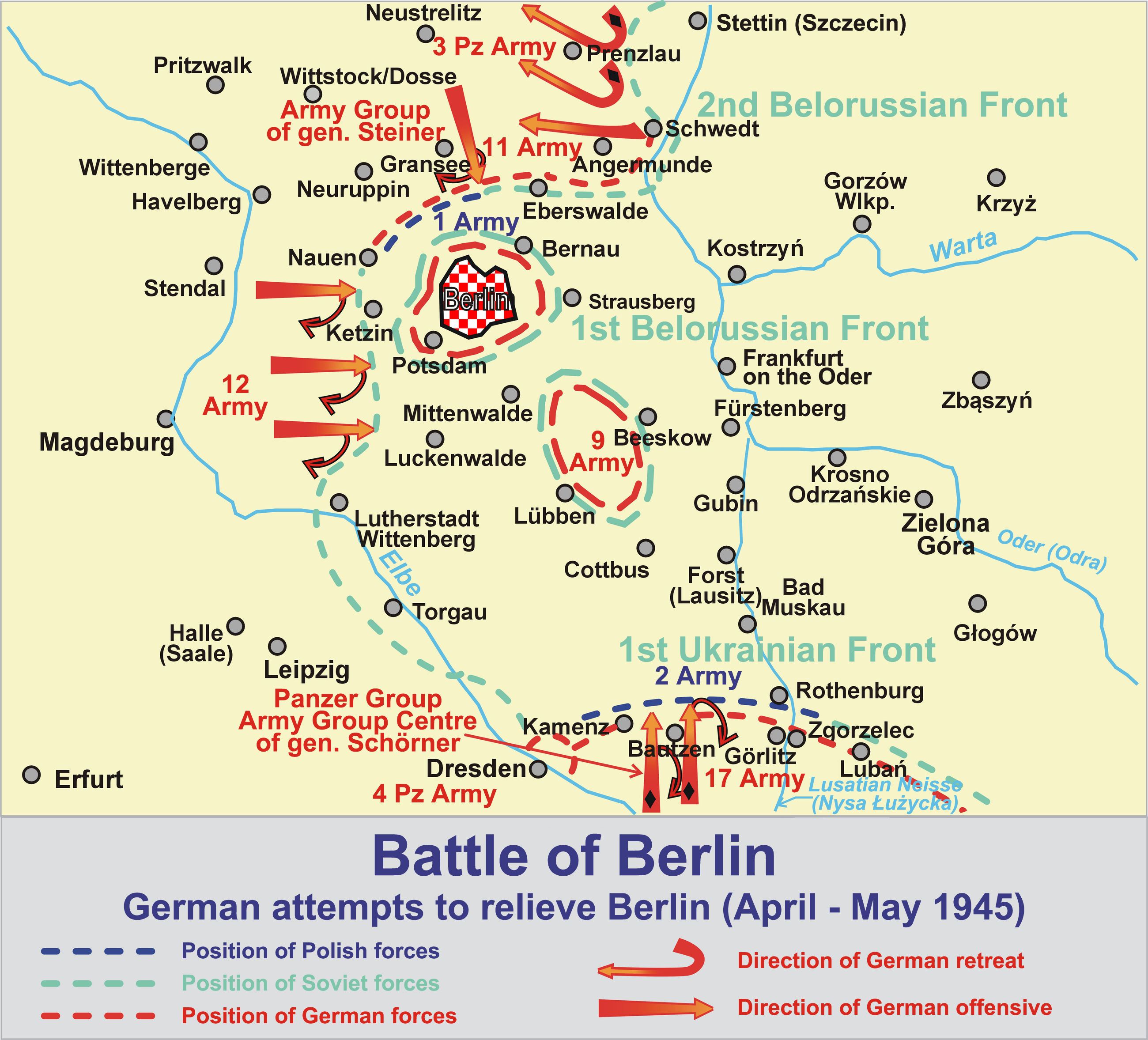
德軍反攻攻勢圖

1945年1月12日，蘇聯紅軍發動維斯瓦河-奧得河攻勢，橫渡納雷夫河，同時也調集四個方面軍自華沙對寬廣的德軍防線展開為期三天的攻勢。攻勢開始後第四天，蘇軍突破德軍防線，並開始以每日30至40（19至25英里）的速度向西推進。蘇軍陸續奪取東普魯士、但澤及波茲南，並將戰線一路西推至柏林以東60（37英里）處的奧得河沿岸。
德軍新編的維斯瓦河集團軍在親衛隊全國領袖海因里希·希姆萊的指揮下試圖實施反擊，但最終於2月24日時以失敗告終。蘇軍隨後將矛頭指向波美拉尼亞，掃蕩了奧得河右岸，並深入西利西亞。
在南方，蘇軍開始圍攻匈牙利首都布達佩斯。德軍三個師企圖為布達佩斯解圍，但未能成功，該城最終於2月13日落入蘇軍手中。阿道夫·希特勒堅持發動反攻以重奪德拉瓦河與多瑙河之間的三角地帶，其意在重奪瑙吉考尼饒地區的油田及多瑙河的控制權以供未來作戰行動使用。然而此時的德軍已承受了嚴重損失，不可能完成這項任務。3月16日時，德軍的最後一場大型攻勢春季覺醒行動以失敗收場；德軍在行動中花費十天取得的戰果在蘇軍的反攻下在24小時內全部丟失。3月30日，蘇軍進入奧地利，隨後發動維也納攻勢，並於4月13日佔領了維也納。
德意志國防軍在1944年6月至9月之間已折損了超過一百萬人。在油料與武器均嚴重匱乏的情況下，德軍的戰鬥力越趨低落。1945年4月12日，希特勒收到美國總統富蘭克林·德拉諾·羅斯福逝世的消息；此前他已在眾人的反對下決定待在柏林。羅斯福的死使元首地堡內的納粹高層錯誤地幻想盟軍會就此分崩離析，布蘭登堡王室的奇蹟將會重演，而柏林終將因此得救。
西方盟國沒有派遣地面部隊佔領柏林的計畫。西方盟軍遠征部隊最高指揮官艾森豪將軍知道同盟國不可能比蘇聯更早抵達柏林，也因此認為沒有必要為一座將在戰後落入蘇聯勢力範圍的城市付出更多傷亡。他也預測盟軍和蘇聯競爭佔領柏林可能會導致戰鬥中出現過多的友軍誤擊 。西方盟國對柏林戰役的貢獻主要表現在1945年間對該城市的轟炸行動。1945年間美國陸軍航空軍對柏林發動了規模龐大的日間轟炸；英國皇家空軍所屬的蚊式轟炸機也連續36個晚上對柏林實施轟炸，直到1945年4月20日與21日間、蘇軍進城前才停止。

## 準備
蘇聯對德國中部地帶（也就是於戰後成為東德的地區）的攻勢有兩個目標。首先，史達林不相信西方盟國會在戰後將蘇軍佔領的領土交給蘇聯，因此他指示蘇軍在寬廣的正面上發動攻勢並迅速推進以求在盡可能偏西的地點與西方盟國會師。不過最重要的目標仍是攻克柏林。這兩個目標實際上是互補的，因為蘇軍在拿下柏林前將無法迅速佔領目標地區。另一項考量則是作為希特勒居住地及德國核武器開發計畫核心地帶的柏林將在戰後成為具有高度價值的戰略資產 。希特勒於3月6日指派赫爾穆特·雷曼中將接替布魯諾·馮·豪恩施爾德中將成為柏林城防區域的指揮官。
3月20日，哥特哈德·海因里希將軍接替希姆萊成為維斯瓦河集團軍的指揮官。海因里希是德軍中最出色的防禦戰術家之一，他在到任後便立刻著手擬訂禦敵計畫。海因里希準確地預測到蘇軍主力將越過奧得河並沿東西向主幹道發動攻勢，因此他決定僅在奧得河沿岸設立少量防禦，同時命工兵重點加固可俯瞰主幹道與奧得河交會點的施勞弗高地，而此地則位於奧得河以西約17（11英里）、柏林以東約90（56英里）。海因里希自其他區段的防線抽調兵力以集中力量守衛高地。德軍工兵將上游的水庫洩洪，將此時已因春季融雪而泥濘不堪的奧得河沖積平原變成了一大片沼澤。在高地平原的後方，德軍建構了三條一路向後方延伸至柏林郊外的帶狀防禦工事 ；工事由反戰車壕、戰防砲陣地以及四通八達的壕溝與碉堡組成。
在經過漫長的抵抗後，位於東普魯士的柯尼斯堡於4月9日淪陷；這使得羅科索夫斯基元帥所指揮的白俄羅斯第2方面軍得以向西往奧得河東岸的方向推進。另一方面，原先受命沿奧得河岸南起奧得河畔法蘭克福、北至波羅的海部署的白俄羅斯第1方面軍在朱可夫元帥的指揮下向施勞弗高地正前方的地區集結；白俄羅斯第2方面軍則進駐因白俄羅斯第1方面軍離開後而在施勞弗高地北方的空隙。然而蘇軍部隊的調動卻在防線上造成了缺口；這導致此前遭圍困於但澤附近口袋中、由迪特里希·馮·紹肯將軍指揮的第2軍團殘部得以趁機逃往維斯瓦河三角洲。在南方，科涅夫元帥將烏克蘭第1方面軍的主力自上西利西亞調往西北方的尼薩河。

### 苏军参战兵力
蘇聯的三個方面軍總計轄有250萬兵力（含78,556名波蘭第1軍團成員）、6,250輛戰車、7,500架飛機、41,600門火砲與迫擊砲、3,255架喀秋莎火箭砲以及95,383輛多由美國製造的機動載具。
- 白俄羅斯第二方面軍（不含近卫戰車第5集团军与第19集团军），编有33个步兵师，3个骑兵师，3个戰車军，1个机械化军，1个独立戰車旅，1个自走砲旅，兵力441,660人，不可恢复损失13,070人，伤病46,040人，总减员59,110人。日均减员2,570人。
- 白俄羅斯第一方面軍，编有72个步兵师，6个骑兵师，5个戰車军，2个机械化军，6个独立戰車旅，2个筑垒地域，2个自走砲旅，兵力908,500人，不可恢复损失37,610人，伤病141,880人，总减员179,490人。日均减员7,804人。
- 乌克兰第一方面军（近卫第3、近卫第5、近卫戰車第3、近卫戰車第4、空军第2、第13、第52集团军），编有44个步兵师，3个骑兵师，5个戰車军，4个机械化军，2个独立戰車旅，3个自走砲旅，兵力550,900人，不可恢复损失25,580人，伤病86,245人，总减员113,825人。日均减员4,949人。
- 第聂伯河区舰队：兵力5,200人，不可恢复损失16人，伤病11人，总减员27人。日均减员1人。
- 波罗的海舰队：兵力未知，不可恢复损失15人，伤病8人，总减员23人。日均减员1人。

苏军总计1,906,200人，不可恢复损失78,291人，伤病274,184人，总减员352,475人。日均减员15,325人。
另波兰人民军第1、第2集团军参战兵力10个步兵师，1个戰車军，1个骑兵旅，共计155,900人，不可恢复损失2,825人，伤病6,067人，总减员8,892人。日均减员387人。

## 參戰單位

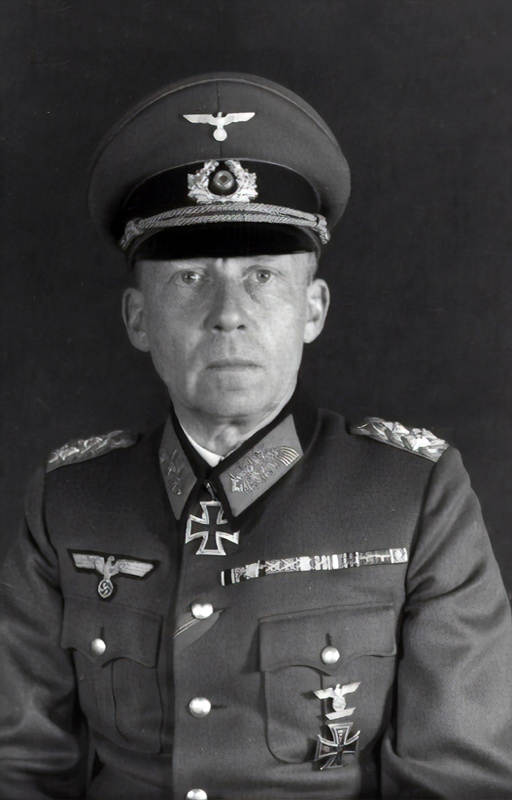
哥特哈德·海因里希

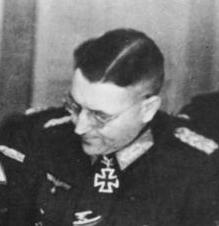
西奧多·布瑟

北方區域
| 哈索·馮·曼陀菲爾 | 德意志國防軍 第3装甲军团 哈索·馮·曼陀菲爾裝甲兵上將 - 4個步兵師 - 3個海軍師 - 2個國民擲彈兵師 | 康斯坦丁·羅科索夫斯基 | 蘇聯紅軍 白俄羅斯第2方面軍 康斯坦丁·羅科索夫斯基元帥 - 31個步槍師 - 7個近衛步槍師 - 1個摩托化步槍營 - 3個戰車營 |

中央區域
|  | 德意志國防軍 維斯瓦河集團軍 哥特哈德·海因里希中將 - 15個步兵師 - 6個裝甲師 - 2個摩托化步兵師 第9軍團 西奧多·布瑟步兵大將 - 5個步兵師 - 4個裝甲擲彈兵師 - 1個裝甲師 - 1個親衛隊擲彈兵師 - 1個警衛師 - 1個獵兵師 - 1個空降獵兵師 - 1個戰鬥群 | 喬治·朱可夫 | 蘇聯紅軍 白俄羅斯第1方面軍 喬治·朱可夫元帥 - 54個步槍師 - 16個近衛步槍師 - 5個波蘭步兵師 - 3個近衛騎兵師 - 3個機械化旅 - 6個近衛機械化旅 - 7個戰車旅 - 10個近衛戰車旅 - 1個波蘭裝甲旅 - 2個摩托化步槍旅 |

南方區域
| 斐迪南·舍爾納 | 德意志國防軍 中央集團軍 斐迪南·舍爾納元帥 - 13個步兵師 - 3個裝甲師 - 1個國家勞役師 - 1個親衛隊警察師 - 1個親衛隊擲彈兵師 - 1防空師 - 2個戰鬥群 | 伊萬·科涅夫 | 蘇聯紅軍 - 烏克蘭第1方面軍 伊萬·科涅夫元帥 - 26個步槍師 - 15個近衛步槍師 - 5個波蘭步兵師 - 3個近衛騎兵師 - 1個近衛空降師 - 9個近衛機械化旅 - 3個機械化旅 - 4個近衛摩托化步槍旅 - 1個波蘭裝甲兵團 - 4個戰車旅 - 10個近衛戰車旅 - 1個摩托化步槍旅 |

## 奧德河－尼斯河戰役
施勞弗高地是柏林城外最後的大型防線，蘇軍整場攻勢中的多數戰鬥都集中於此。於4月16日爆發、4月19日終結、共持續四天的施勞弗高地戰役是第二次世界大戰期間最後一場大型會戰之一。蘇軍調集了近100萬名士兵及超過20,000輛戰車與火砲對施勞弗高地實施攻擊；作為防守方的德軍則投入了約10萬名士兵與1,200輛戰車及火砲。由朱可夫元帥領導的蘇軍部隊以約30,000人陣亡的代價突破了德軍防線，而德軍方面則損失了 12,000人。
4月19日，即戰役爆發後的第四天，白俄羅斯第1方面軍成功突破了施勞弗高地上的最後一段防線；此時除了精疲力竭的德國守軍外，已沒有什麼能阻止蘇軍直搗柏林。前日奪取了福斯特的烏克蘭第1方面軍如今開始往鄉間地帶扇狀推進。瓦希里·戈多夫將軍指揮的第3近衛軍團、帕維爾·雷巴爾科將軍的第3近衛戰車軍團與德米特里·列柳申科將軍的第4戰車軍團共同發動了一次強力攻勢，並朝東北方往柏林推進，其他部隊則向西往美國陸軍在柏林西南方易北河一帶的防區移動。通過這些攻勢，蘇軍成功切斷了在北方的維斯瓦河集團軍與在南方的中央集團軍的聯繫。到了當天結束時，德軍在東方北起自奧得河畔法蘭克福北方施勞弗高地一帶、南至福斯特一段的防線已不復存在。這些突破使白俄羅斯第1方面軍與烏克蘭第1方面軍得以將德軍第9軍團包圍在奧得河畔法蘭克福以西的一處口袋中；第9軍團試圖向西突圍，哈爾貝戰役因此爆發。蘇軍在4月1日到19日間損失了2,807輛戰車，其中有727輛是在施勞弗高地折損。
與此同時，英國皇家空軍也在4月15日（出動105架轟炸機）、4月17日（出動61架轟炸機）、4月18日（出動57架轟炸機）、4月19日（出動79架轟炸機）與4月20日（出動78架轟炸機）的夜間對柏林市內的陣地實施戰術轟炸。

## 包圍柏林
蘇聯白俄羅斯第1方面軍的砲兵部隊於1945年4月20日希特勒56歲生日當天開始砲擊柏林；砲擊直到守城的德軍投降前都沒有停下來過。蘇軍所投射出的砲彈總重甚至比西方盟軍於空中轟炸柏林時所投下的炸彈總重還要重。此時的白俄羅斯第1方面軍開始向城市的東方及東北方推進，而烏克蘭第1方面軍則擊穿了中央集團軍北翼的殘存部隊，並自猶特波格北方通過，距離美軍在易北河沿岸的馬德堡附近的前線已相當接近。在北方的斯塞新與施韋特之間，白俄羅斯第2方面軍攻擊由哈索·馮·曼陀菲爾將軍的第3装甲集团军所構成的維斯瓦河集團軍北翼。次日，由塞姆楊·巴格丹諾夫元帥指揮的蘇軍第2近衛戰車軍團在柏林北方推進了近50（31英里），隨後自韋爾諾伊興西南方發動攻勢。蘇軍的計畫是先包圍柏林，再圍殲第9軍團。

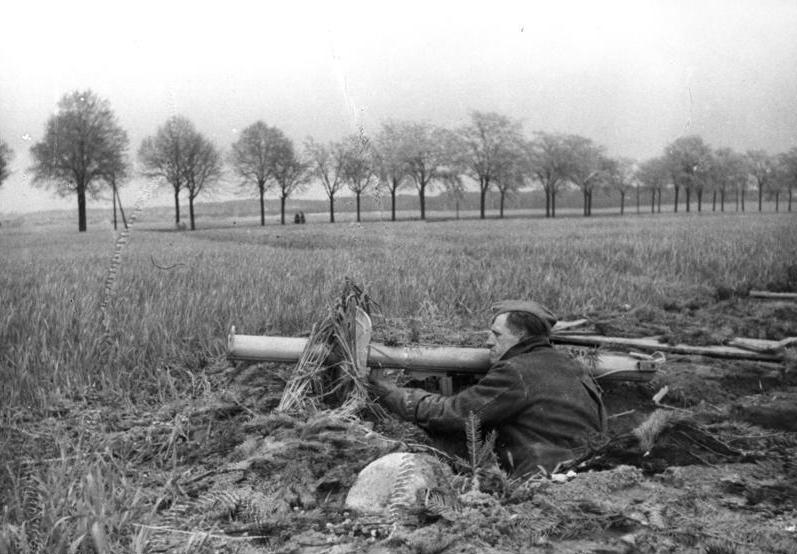
一名裝備戰車殺手的國民突擊隊成員在柏林郊外的陣地中，攝於1945年4月

德軍第5軍原先隸屬於第4裝甲軍團，但因與第9軍團一同遭圍困於福斯特北方，因而轉由第9軍團指揮。此時的第5軍仍竭力戍守柏林至科特布斯高速公路的一帶的前線。由斐迪南·舍爾納元帥所指揮的中央集團軍自南方發動反攻，試圖往柏林方向推進，且在烏克蘭第1方面軍的行動區域內對上波蘭第2軍團、蘇軍第5近衛軍團與第52軍團的部分部隊時取得了一些成功。另一方面，第4裝甲軍團向北對烏克蘭第1方面軍實施反擊並取得了些許成功；此時希特勒下達了一些不切實際的命令，顯示他已經徹底失去對現實情勢的掌握。他命令第9軍團守住科特布斯，設立一道面向西方的防線，並對向北前進的蘇軍縱隊實施攻擊。在希特勒的想法中，這麼做將使第9軍團得以自北方包抄蘇軍，而在南方的第4裝甲軍團則須向北推進，兩支軍團將共同合圍烏克蘭第1方面軍並將之殲滅。同時，第3裝甲軍團將自北向南發動攻擊，並與在南側的第9軍團形成一巨大的鉗形攻勢，共同包抄白俄羅斯第1方面軍，最後再由自柏林北方推進、由親衛隊將領菲利克斯·史坦納率領的特遣隊將包圍圈內的蘇軍一網打盡。當天稍晚，史坦納回報其手中兵力不足，無法發動攻擊；此時海因里希明確向希特勒的幕僚表示第9軍團若是不立即撤退，就會被蘇軍所包圍。他同時強調第9軍團已經來不及朝西北方往柏林移動，因此必須向西撤退。海因里希甚至揚言要是希特勒不准第9軍團向西撤退的話，他將主動要求解除自己的職務。
1945年4月22日，在午後戰情會議上得知自己的計畫並未付諸實現的希特勒勃然大怒。他稱戰爭已經失敗，並將敗戰的責任歸咎於他手下的將領們。同時他也表明自己會留在柏林直到最後並自殺。
為了安撫希特勒，國防軍最高統帥部的作戰部長阿爾弗雷德·約德爾將軍提出讓正對美軍防線、由瓦爾特·溫克將軍指揮的第12軍團移防柏林的想法，因為他認為部署於易北河沿岸的美軍不會再往東推進。約德爾的猜測乃奠基於繳獲的盟軍文件中的內容，當中載明戰後同盟國各國對德國的瓜分計畫。希特勒立即同意了約德爾的提議；僅數小時內溫克便已收到指示命其率領第12軍團脫離與美軍的戰鬥，往東北方轉移，馳援柏林。此時最高統帥部意識到第9軍團若是向西移動便可與第12軍團會合。當天夜裡，第9軍團的指揮官海因里希便受命往西與第12軍團會師。
在其他地方，白俄羅斯第2方面軍在奧得河西岸以西約15（9英里）建立了橋頭堡，並與第3裝甲軍團展開激戰。此時的第9軍團已丟失了科特布斯，而且受到來自東面蘇軍的壓力。此時蘇軍有一支裝甲矛頭在柏林東方的哈非爾河附近活動，另一支裝甲矛頭則甚至在某個時點時曾擊穿柏林的內層防禦圈。
柏林市如今已在蘇軍野戰砲的射程範圍內。一名蘇聯的戰地記者以蘇聯官方的宣傳口吻報導了發生在1945年4月22日上午08:30的重要事件：
在斷垣殘壁上我們看見了用白色塗料匆忙漆上的戈培爾宣傳標語：每個德國人都要保衛他的首都。我們要把紅流阻擋在柏林的城牆之外。試著阻止他們就對了！

鋼鐵製的碉堡、路障、地雷、陷阱、手中緊握手榴彈的敢死隊，在我軍洪流面前全都不堪一擊。

天空開始下起了毛毛雨。我在畢塞多夫附近見到了正在進行砲擊準備的砲兵們。

「砲擊的目標是哪裡？」我向砲兵部隊的指揮官問道。

「柏林市中心、史普雷河上的橋樑、斯塞新火車站及其北部區域。」他答道。

接著他以壯麗的言語下達了命令：「對法西斯德國的首都開火。」

我看了看時間。正好是4月22日的早上08:30。短短幾分鐘內就有96發砲彈傾洩在柏林市中心。

隨著蘇聯白俄羅斯第1方面軍與烏克蘭第1方面軍持續收緊包圍圈，第9軍團與柏林的聯繫於4月23日被切斷。烏克蘭第1方面軍的部分部隊繼續向西推進，對往柏林方向移動的第12軍團展開攻擊。同日，希特勒命赫爾穆特·魏德林將軍取代赫爾穆特·雷曼中將出任柏林城防區域的指揮官。 到了隔天，也就是4月24日時，白俄羅斯第1方面軍的部分部隊與烏克蘭第1方面軍已完成對柏林市的合圍。4月25日時，蘇軍已基本鞏固對柏林市的包圍圈，其先頭部隊甚至已擊穿德軍沿柏林城市快鐵所構築的防禦圈。到了當天結束時，戰局已趨明朗化，此時的德軍除了暫時延緩柏林的陷落外已無力阻擋蘇軍的進攻；局勢在德軍輸掉城市郊外的戰鬥時便已基本底定。舍爾納元帥的反攻雖然在初期取得了一些成果，且對蘇聯還有波蘭軍隊造成了嚴重傷亡，成功遲滯其推進的腳步，但到此時也已經後繼無力。

## 柏林城內的戰鬥

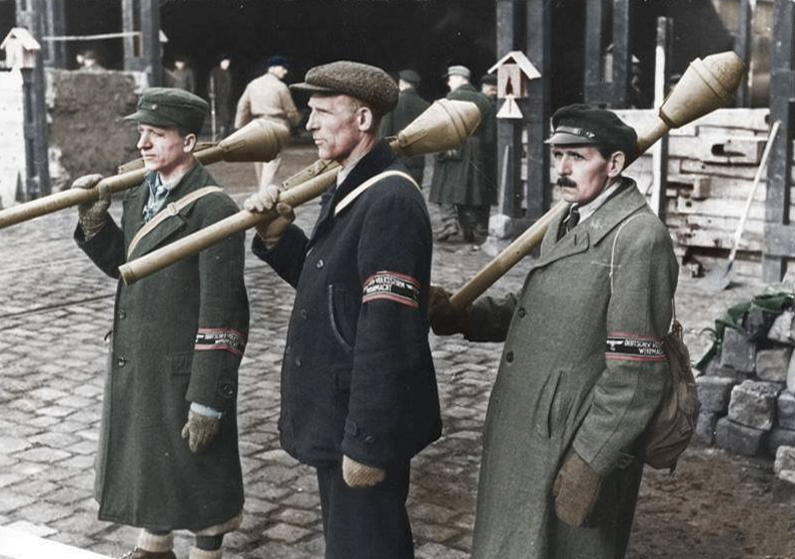
裝備「鐵拳」反戰車榴彈發射器的國民突擊隊成員

魏德林將軍手中可用於城市防衛的正規兵力約有45,000名分別隸屬於數個已遭嚴重削弱的國防軍與武裝親衛隊單位的士兵。此外，城市內還存有輔助性質的警察部隊、隸屬於希特勒青年團的孩童以及匆忙徵召而來的國民突擊隊 。柏林市內的國民突擊隊中包含約40,000名老年人，他們當中許多人曾在年輕時於軍隊中服役過，部份甚至曾經參與第一次世界大戰。希特勒任命親衛隊旅隊領袖威廉·蒙克為中央政府區的戰鬥指揮官；包含帝國總理府及元首地堡在內的重要建築均位於該區域內。他手中有超過2,000人可供調度。魏德林將城防區劃分為八個小型區域，並依序冠以「A」至「H」的代號，每個區域均委由一名上校或將軍指揮，但多數指揮官都沒有實際戰鬥經驗。駐防城市西方的是第20步兵師；北方則由第9空降獵兵師把守。慕赫堡裝甲師部署於城市東北方，親衛隊第11「北地」裝甲擲彈兵師部署於城市東南方以及滕珀爾霍夫機場東方。擔任預備隊的第18裝甲擲彈兵師則部署於柏林市中心。
4月23日，由尼古拉·别尔扎林中將率領的第5突擊軍團與米哈伊爾·卡圖科夫元帥的第1近衛戰車軍團在壓制了德軍第56裝甲軍的反攻後自東南方向柏林發動突襲，並在24日夜裡抵達泰爾托運河北方的柏林城市快鐵鐵路線。與此同時，在所有接收到希特勒要求對柏林進行增援的命令的德軍單位中，僅有一小批的法國親衛隊志願者在親衛隊旅隊領袖古斯塔夫·克魯肯伯格的領導下抵達柏林。克魯肯伯格於4月25日獲指派為C防區的指揮官；該防區同時也是承受最多敵方壓力的區域。
4月26日，瓦西里·崔可夫元帥的第8近衛軍團與第1近衛戰車軍團逐步掃蕩了城市南方的郊區，並對位處城市快鐵環形防線內的滕珀爾霍夫機場展開攻擊；蘇軍在該地遭遇了慕赫堡裝甲師的頑強抵抗。但到了4月27日時，兵力不足的慕赫堡裝甲師與「北地」師已無力抵擋正對他們的五支蘇軍軍團，因而被迫往市中心方向撤退，並在赫爾曼廣場周遭設立新的防禦陣地。克魯肯伯格告知陸軍總司令部參謀總長漢斯·克雷布斯上將「北地」師在24小時內就必須撤往位於中心的Z防區。另一方面，蘇軍則循下述軸線往城市中心推進：東南方的蘇軍沿法蘭克福大道推進，並止於亞歷山大廣場；南方的蘇軍沿太陽大道前進，並止於梅林廣場北部與波茲坦廣場。自北方推進的蘇軍則止於國會大廈。國會大廈、毛奇橋、亞歷山大廣場、哈非爾河上的橋樑與斯潘道等地的戰鬥最為激烈，雙方爆發逐屋爭奪的白刃戰。親衛隊的海外成員作戰尤其賣力，因為他們不僅受到意識形態驅使，而且認為如果被俘虜的話將不可能存活。

### 國會大廈戰鬥

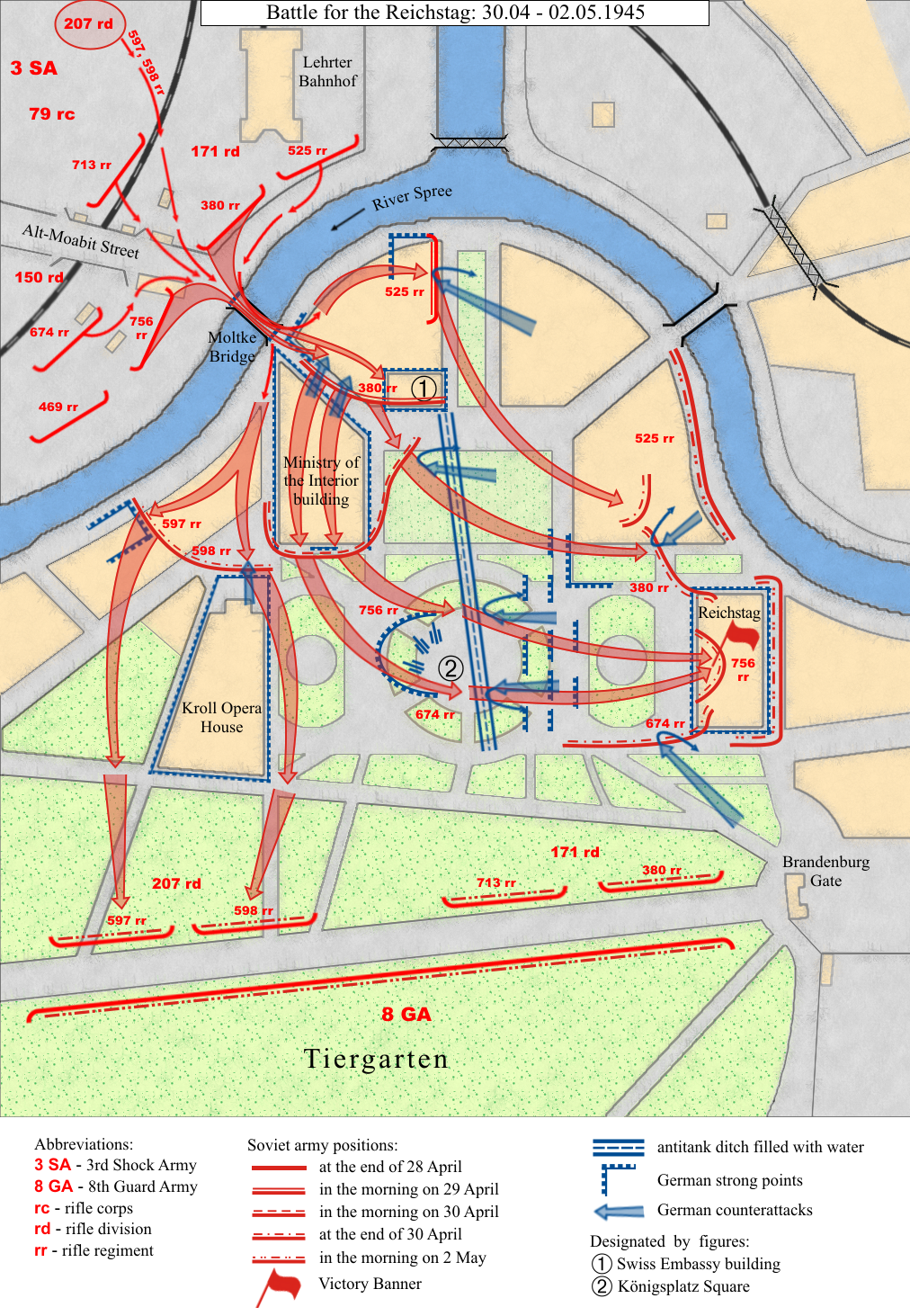
國會大廈周遭的戰鬥情勢圖。

4月29日凌晨，蘇軍第3突擊軍團越過毛奇橋，隨後開始以扇狀向周遭街道及建築擴散。蘇軍對包含內政部在內的數棟建築發動的首波攻擊因缺乏砲火支援而遭重挫；直到修復了毀損的橋樑後，蘇軍才得以將支援火砲移往前方提供支援。清晨04:00，希特勒在元首地堡內簽署了自己的遺囑，並於不久後與其伴侶爱娃·勃劳恩成婚。黎明時，蘇軍繼續在東南方推進，並在經歷激烈戰鬥後成功佔領位於阿爾布雷希特親王大街上的蓋世太保總部，但不久後就在武裝親衛隊的反攻下被迫撤離。在西南方的第8近衛軍團向北越過蘭德韋爾運河，深入蒂爾加滕 。
到了隔日，也就是4月30日時，蘇軍已解決了橋梁的問題，並於早上06:00在砲兵的支援下對國會大廈展開攻擊，然而在德軍設於2（1.2英里）外動物園防空塔上的128毫米火砲的砲火阻撓下，蘇軍直到當天晚上才成功攻入建築物內。國會大廈自1933年2月失火以來便一直處於廢棄狀態，其內部也因此瓦礫堆四散，比起政府建築物，更像個廢墟。國會大廈內的德國守軍巧妙地利用了這點，依託瓦礫堆及建築殘骸作為戰鬥掩體；雙方爆發激烈的室內戰鬥。此時的地下室內仍有為數眾多的德軍駐守，他們不斷發動反攻試圖驅離蘇軍。1945年5月2日時，國會大廈已完全落入蘇軍手中。那張兩名蘇聯士兵在國會大廈屋頂上插上勝利旗的著名照片事實上是建築物被攻佔後的隔天為拍攝照片而重演的場景。對蘇聯人而言，那張照片所捕捉的事件是勝利的象徵，代表著柏林戰役、乃至於整個東線戰場的戰鬥以蘇聯的完全勝利告終。就如同第756團的指揮官费奥多尔·津琴科上校在他給其屬下的第一營營長斯捷潘·涅乌斯特罗耶夫上尉的命令中所寫道的，「…我軍最高指揮部…及全體蘇聯人民命令你在柏林的屋頂上升起勝利旗。」

### 市中心的戰鬥

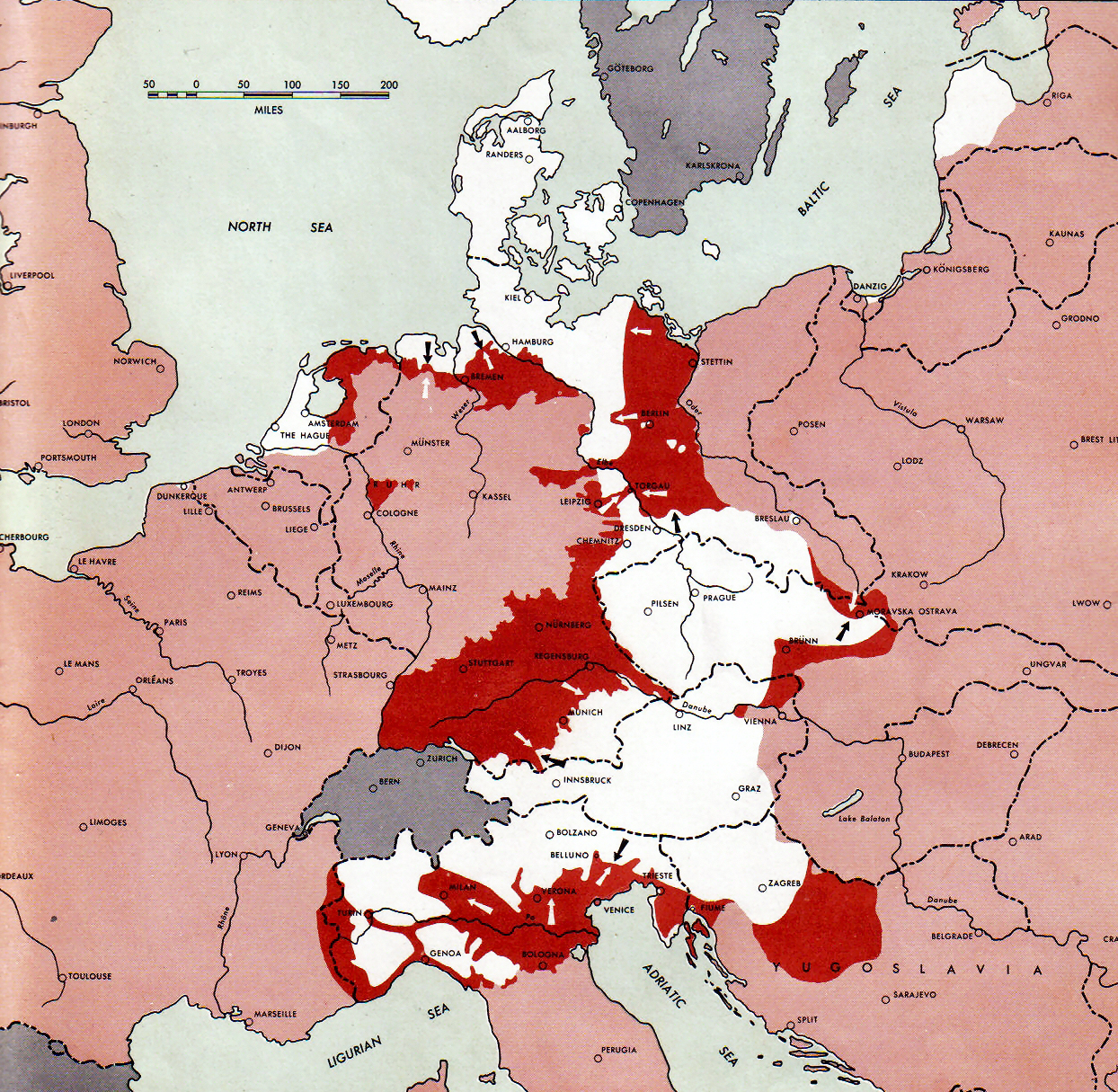
1945年5月1日的戰線情勢圖。粉紅色為盟軍佔領的地區，紅色為戰鬥仍在進行中的地區。

4月30日凌晨，魏德林告知希特勒守城部隊的彈藥可能在當天夜裡就會用罄。希特勒准許他嘗試突圍。當日午後，希特勒與其妻子布朗一同自殺，其遺體隨後在地堡的不遠處被火化。根據希特勒的遺囑，海軍元帥卡爾·鄧尼茨被任命為聯邦大總統，約瑟夫·戈培爾則成為新的帝國總理。
隨著蘇軍的步步進逼，德軍的防線不斷收縮，守城部隊也因此被集中於城市中心的一塊小型區域內。此時的柏林市中心內仍有約10,000名德軍，他們受到來自各個方向的攻擊。另一方面，蘇軍也沿著威廉大街不斷推進；位於該地的空軍部以鋼筋混凝土建成，此時也受到蘇軍砲兵的集中砲擊。德軍餘下的虎式戰車駐守蒂爾加滕東方，阻擋由瓦西里·庫茲涅佐夫將軍指揮的第3突擊軍團與第8近衛軍團穿越蒂爾加滕南部往市中心方向推進的攻勢。蘇軍的行動將德軍所在的香腸狀區域切成兩半，大幅增加了德軍突圍西逃的困難度。
5月1日凌晨，德軍參謀總長克雷布斯上將面見蘇軍第8近衛軍團的指揮官崔可夫將軍，其間告知了希特勒的死訊，並表達全城投降的意願。然而兩人在投降條件上無法取得共識，因為蘇聯方面堅持德軍無條件投降，而克雷布斯則表示他沒有同意無條件投降的權限。此時已是帝國總理的戈培爾堅決反對投降。當日午後，戈培爾與他的妻子在毒殺了自己的六名子女後雙雙自殺。戈培爾的死掃除了阻擋德軍投降的最後障礙，魏德林因此得以代表城防部隊接受無條件投降，但他選擇到隔天早上才投降以利守城部隊在當天夜裡實施計畫好的突圍。

### 突圍與投降
5月1日與2日的晚間，遭圍困於市中心的柏林城防部隊大多試圖循三個方向突圍逃跑，但僅有往西穿越蒂爾加滕與越過夏洛頓橋進入斯潘道的突圍者成功逃離蘇軍防線。首波突圍的倖存者中更僅有少數成功抵達西方盟軍的防線；多數的突圍者不是被殺，就是遭包圍城市西方的蘇軍所俘虜。5月2日凌晨，蘇軍進佔帝國總理府。魏德林將軍率其幕僚於上午06:00投降，並於08:23被帶去與崔可夫將軍會面；魏德林隨後下令守城部隊向蘇軍投降。
動物園防空塔內的350名守軍撤出建築物。少數由不願投降的親衛隊成員駐守的建築物內仍有零星戰鬥發生，但蘇軍很快就將這些建築物徹底夷為平地。

### 希特勒的尼祿法令
在希特勒的命令下，柏林城內的多數糧食儲備都遭到銷毀。226座橋樑中有128座遭到炸毀，另有87座抽水幫浦遭破壞；四分之一的地鐵站因遭刻意灌水而沉在水下，導致數以萬計在其內避難的平民溺斃。蘭德韋爾運河的防護裝置也遭親衛隊破壞。親衛隊奉希特勒的指示於戰役後期在克林根貝格發電廠、約翰內斯塔爾供水廠以及其他的幫浦站、鐵路設施與橋樑上安放炸藥以免為蘇軍所用，但這些企圖卻遭各地的工人暗中破壞與阻止。

## 柏林城外的戰鬥
維斯瓦河集團軍的指揮官海因里希將軍在4月28日至29日間的某個時候因違反希特勒不計代價守住柏林且不得撤退的命令而遭解除職務，隨即為庫爾特·斯圖登特將軍所取代。庫爾特·馮·蒂佩爾斯基希將軍受命在斯圖登特抵達前暫代指揮官。維斯瓦河集團軍的最終指揮官是誰仍然存有爭議，因為根據一些資料來源的說法，斯圖登特將軍在途中即為英軍所俘虜因而從未抵達。不過無論真正掌握指揮權的是提佩爾史哥赫還是斯圖登特，德軍迅速惡化的情勢意味著維斯瓦河集團軍在德國投降前夕所進行的任何指揮調度都對實際戰局影響不大。
4月29日晚間，克雷布斯以無線電聯繫阿爾弗雷德·約德爾，命其回報 ：
立即回報：第一，溫克的裝甲矛頭現在位於何處。第二，他預計何時發起攻勢。第三，第9軍團的所在位置。第四，第9軍團預計於何處發起攻擊。第五，魯道夫·霍爾斯特將軍的前鋒在哪裡。
4月30日早上，約德爾回覆克雷布斯：
第一，溫克的裝甲矛頭被圍困於施維洛湖南方，動彈不得。第二，因是之故，第12軍團無法繼續向柏林推進。第三，第9軍團的主力部隊已被包圍。第四，霍爾斯特的部隊已轉入守勢。

### 北部
在白俄羅斯第1方面軍與烏克蘭第1方面軍包圍柏林並開始向城市本身推進的同時，羅科索夫斯基元帥所率領的白俄羅斯第2方面軍也開始向柏林北方發動攻勢。白俄羅斯第2方面軍於4月20日在 斯塞新與施韋特之間對由第3装甲集团军所構成的維斯瓦河集團軍北翼發動攻擊。4月22日，白俄羅斯第2方面軍在奧得河西岸以西約15（9英里）建立了橋頭堡，並與第3裝甲軍團展開激戰。4月25日，白俄羅斯第2方面軍在斯塞新南方的橋頭堡附近突破第3裝甲軍團的防線，隨後穿越了蘭多布魯赫沼澤，並可毫無限制地往西向伯納德·蒙哥馬利元帥率領的英軍第21集團軍防線或往北向波羅的海海港城鎮施特拉爾松德前進。
駐防柏林北方的德軍第3裝甲軍團與第21集团军在白俄羅斯第2方面軍的持續壓迫下往西方撤退，最終遭圍困於一個寬32（20英里）寬、自易北河一路延伸至海岸的口袋中；其西方為英軍第21集團軍，東方為白俄羅斯第2方面軍，南方則有已向東突破至路德維希斯盧斯特與施威林一帶的美軍第9軍團。

### 南部

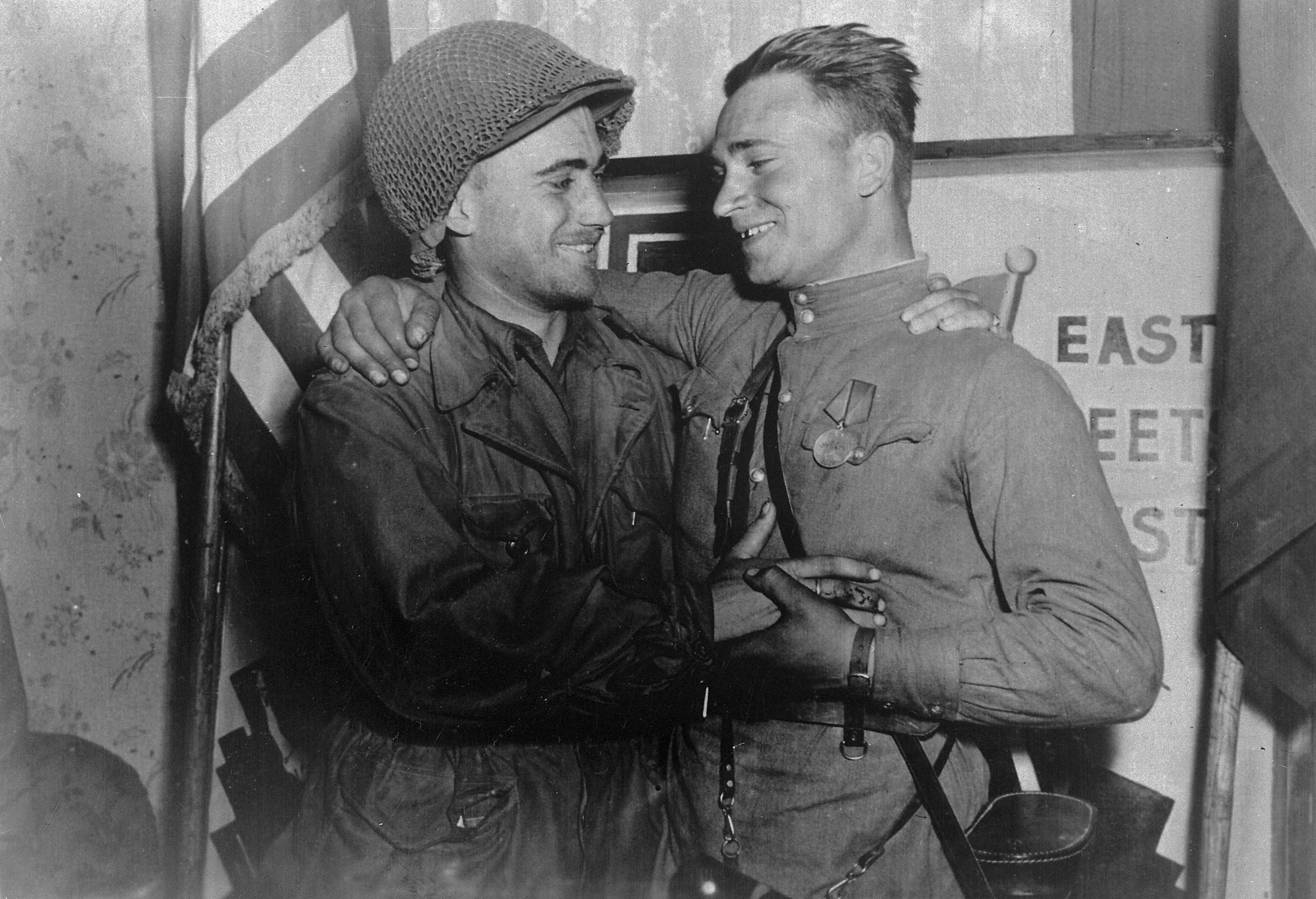
美軍的威廉·羅賓森中尉（2nd Lt. William Robertson）與蘇聯紅軍的亞歷山大·施維瓦什科中尉（Lt. Alexander Sylvashko）在一塊寫有「東方遇見西方」的牌子前合影，象徵著美軍與蘇軍在德國托爾高的歷史性會師。

烏克蘭第1方面軍在戰役頭9天內的成功意味著到了4月25日時，蘇軍已佔領了柏林南方與西南方的大片領土。烏克蘭第1方面軍的前鋒在柏林西部與白俄羅斯第1方面軍會合，從而完成對柏林市的包圍。與此同時，烏克蘭第1方面軍旗下的第5近衛軍團第58近衛步槍師在易北河畔的托爾高附近與美軍第1軍團第69步兵師會師。這一系列行動將位處柏林南方的德軍部隊分割為三個部份。德軍第9軍團遭包圍於哈爾貝口袋中；溫克的第12軍團在希特勒4月22日的命令下嘗試自西南方強行突破至柏林，但在波茲坦附近遭遇烏克蘭第1方面軍的強烈抵抗；舍爾納的中央集團軍則被迫脫離柏林的戰鬥，並沿其聯絡路線往捷克斯洛伐克方向撤退。
4月24日與5月1日間，第9軍團孤注一擲地嘗試突破包圍圈，試圖與第12軍團建立聯繫。希特勒猜想突圍後的第9軍團與第12軍團將會有足夠的力量解救柏林。沒有證據顯示海因里希、布瑟或溫克有過這個計畫有成功可能的想法，但是希特勒准許第9軍團突圍的命令仍然使許多德軍士兵得以逃往西方向美軍投降。
4月28日清晨，甫成立不久的德軍克勞塞維茨裝甲師、沙恩霍斯特步兵師與西奧多·科納步兵師自西南方往柏林方向發動攻擊。這三個師均隸屬於第20軍，且均由軍事院校的軍官所組成，因此是當時德國最為優秀的後備部隊之一。他們在僅僅移動24（15英里）後即在波茲坦西南方的施維洛湖附近遭到阻攔；此時他們距離柏林還有整整32（20英里）。當天夜裡，溫克將軍向陸軍最高指揮部回報他的第12軍團已被迫全線撤退。根據溫克的說法，他的部隊已不可能再向柏林推進；此時也已不可能期待第9軍團能提供任何支援。與此同時，隸屬於第9軍團的約25,000名德軍士兵連同數千名平民在突破哈爾貝口袋後成功抵達第12軍團戰線。德蘇雙方皆承受了慘重的傷亡；約有近30,000名德軍的遺體於戰役過後下葬於哈爾貝的公墓；蘇聯方面也有約20,000名士兵在阻擊嘗試突圍的德軍時陣亡，其中多數均埋葬於巴魯特至措森一線的公路旁的公墓裡。這些數字只涵蓋了記錄在案的陣亡將士，但每年均有在戰鬥中陣亡的士兵遺體被發現，因此總傷亡數字將永遠無法準確估計。無法得知具體有多少平民在戰鬥中死亡，但傷亡數可能多達10,000人。
已無力往柏林推進的第12軍團在接載第9軍團的倖存人員後開始試圖往回向易北河沿岸的美軍防線撤退。至5月6日時，已有大量德軍單位與散兵渡過易北河向美軍第9軍團投降。與此同時，第12軍團的橋頭堡與其於許恩豪森公園內設置的指揮所遭到蘇聯砲火的猛烈轟炸，其活動範圍因此遭限制在一塊長8公里、寬2公里的區域內。

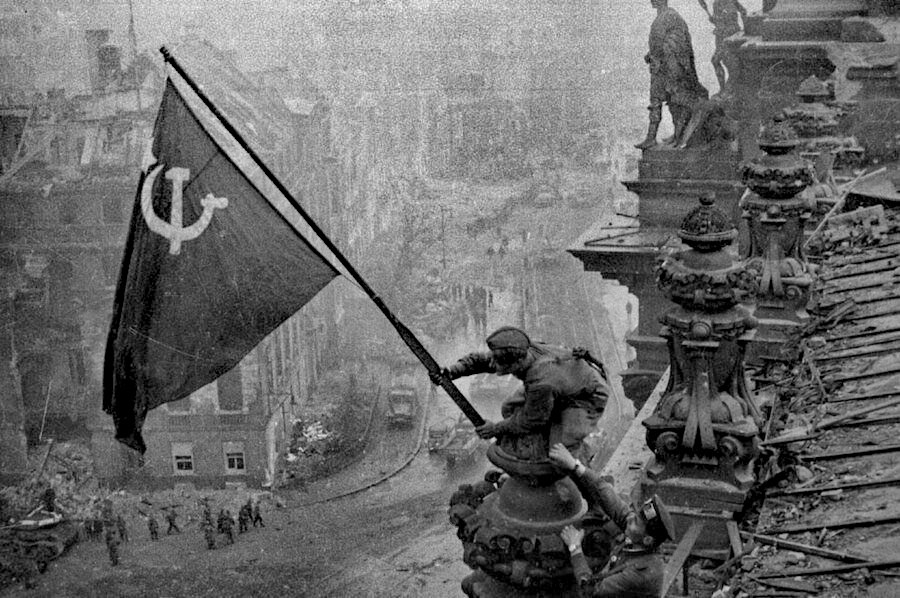
德國國會大廈屋頂升旗，攝於1945年5月2日。

### 投降
5月2日至3日夜間，第3裝甲軍團指揮官哈索·馮·曼陀菲爾將軍與第21軍團指揮官提佩爾史哥赫將軍共同向美軍投降；在柏林東北方的維斯瓦河三角洲上作戰的第2軍團則在其指揮官迪特里希·馮·紹肯將軍的率領下於5月9日向蘇軍投降。5月7日早晨，第12軍團橋頭堡的周邊防線開始崩潰。溫克將軍於當日午後在小規模交火下渡過易北河，向美軍第9軍團投降。

## 戰役過後

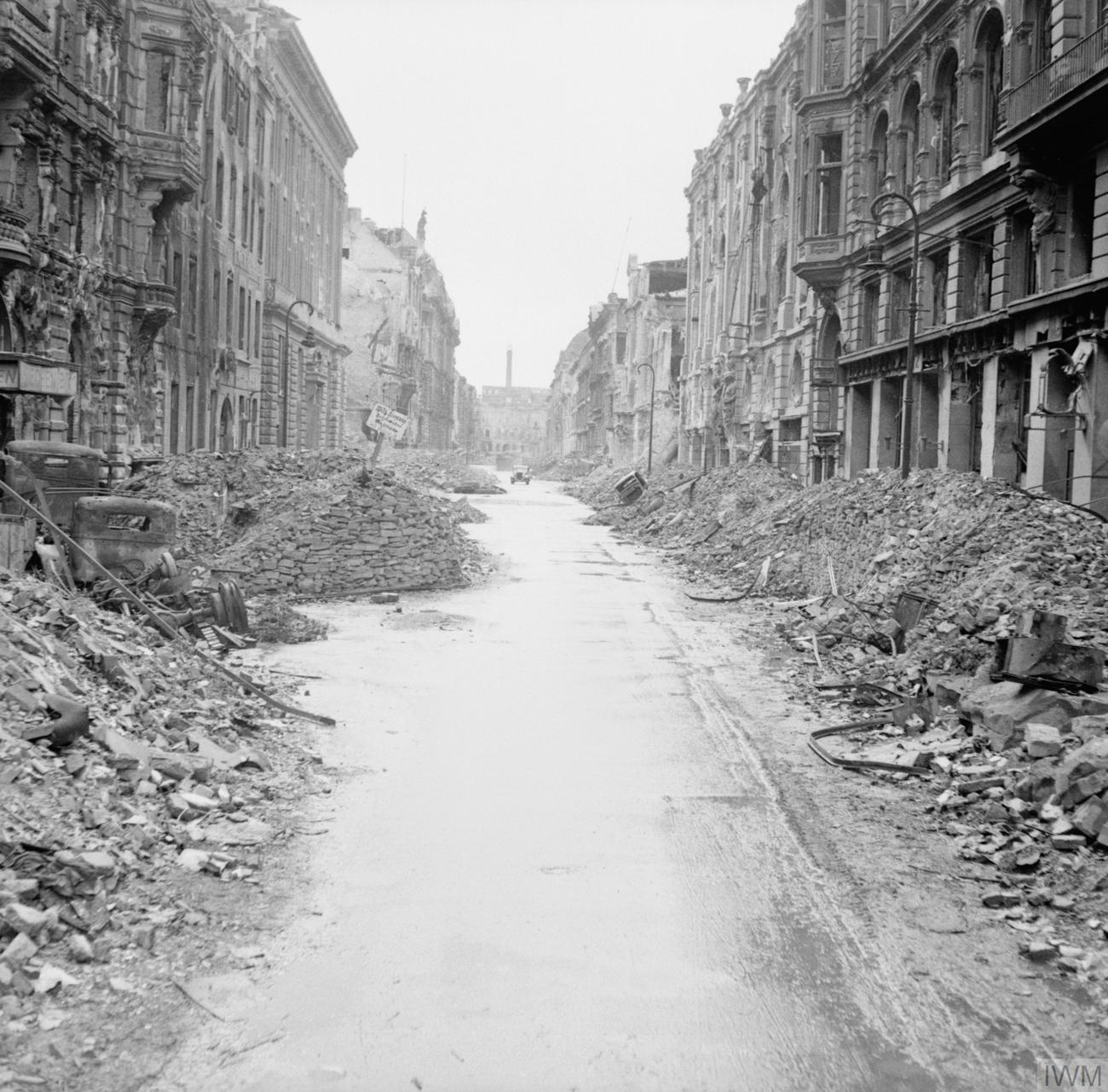
位於柏林市中心菩提樹下大街附近一條殘破不堪的街道，攝於1945年7月3日。

蘇聯與俄羅斯將領格里戈里·克里夫施耶夫在其著作中依據解密文件與資料稱蘇軍在整場攻克柏林的行動中有81,116人陣亡，其中包含於施勞弗高地及哈爾貝兩地戰鬥的損失，另有280,251人於行動期間負傷或生病。蘇聯還在戰役中損失了約1,997輛戰車與自走砲。克里夫施耶夫同時註記：「所有武器與裝備的損失都是不可回復損失，也就是說它們的修復成本太高或已完全不堪使用。」蘇聯方面則根據擊殺回報估計德軍有458,080人陣亡，479,298人被俘，但德方的研究卻認為德軍的陣亡數字僅在92,000人至100,000人之間。平民的傷亡數字則不得而知，但據估計約有125,000人在整場戰鬥中喪生。

德國婦女在柏林街道上的一處水閥前洗衣服；旁邊有一輛已遭擊毀的德軍裝甲車。攝於1945年7月3日。

在市中心的戰鬥爆發前，蘇聯當局便已開始在佔領的區域裡採取措施恢復必要的民生設施。此時幾乎所有進出城市的交通工具都已停駛，遭炸毀的下水道管線則污染了城市裡的水資源。蘇聯當局委派當地的德國居民管理各個街區，同時開始進行清掃作業。蘇軍盡了相當大的努力來維持城市居民的糧食補給。在尼可萊·貝爾扎林中將的命令下，蘇軍設立慈善廚房供應德國軍民食物。德國投降後，蘇軍開始逐屋搜查，並逮捕任何穿著制服的人，其中包括消防員與鐵路人員。
在進攻期間與進攻結束後的一段時間裡，許多懷抱復仇心態的蘇軍部隊（以後勤梯隊為主）在城市各處進行大規模強姦、掠奪與謀殺。莫斯科國立高等經濟學院的歷史學家奧列格·布德尼茨基（Будницкий Олег Витальевич）在一個英國廣播公司的廣播節目中稱蘇軍士兵在到達德國時非常震驚；「八百萬蘇聯士兵生平裡首次出國，因為蘇聯是個封閉的國家。在他們的教育中，外國充斥著失業、飢荒與剝削等問題，但當他們到達歐洲時他們所見到的是與史達林的俄國非常不一樣的光景…尤其是德國。他們非常憤怒，他們不能理解這麼富有的德國人為什麼要入侵俄羅斯。」。也有作者認為蘇聯軍隊所犯下的性暴力只是戰爭中無奈的常態，而且包括西方盟國在內的各陣營都曾犯下這樣的暴行。駐柏林蘇軍的指揮官貝爾扎林中將很快便頒布命令，對掠奪和強姦者可處以最重死刑的處罰。儘管如此蘇聯士兵還是在當地留下了極為糟糕的聲譽。
雖然蘇聯方面非常努力地維持食物供給並重建城市，飢荒的問題仍然存在。1945年6月，德國投降的一個月後，每名柏林市民平均僅能分配到日需的1,240卡路里（5,200千焦耳）口糧64%的量。整座城市內有超過100萬人無家可歸。

## 紀念

於1945年5月1日在德國國會大廈屋頂升起的勝利旗。

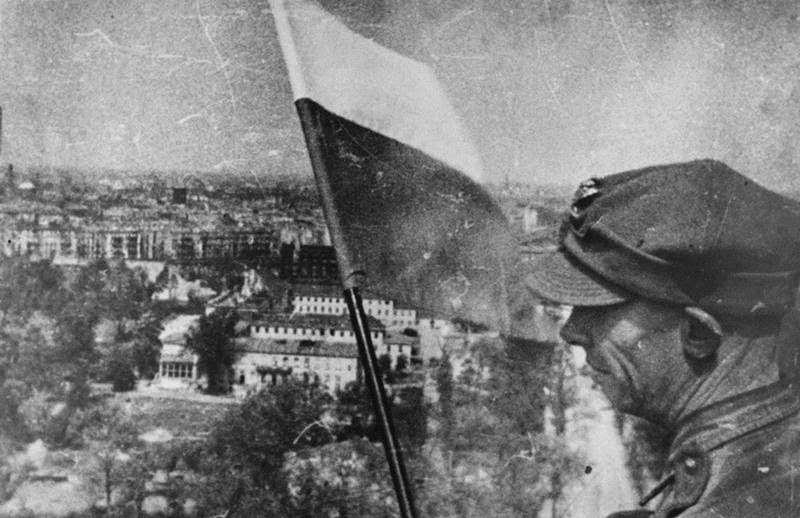
於1945年5月2日在柏林勝利紀念柱頂端升起的波蘭旗幟。

總計有402名蘇聯官兵因在柏林周遭郊區及城市本身的戰鬥中的英勇表現而獲頒蘇聯的最高榮譽「蘇聯英雄」。蘇聯元帥朱可夫與科涅夫因戰役的勝利而分別獲得了他們生涯中的第三與第二次蘇聯英雄頭銜的稱謂。服務於第3突擊軍團第23近衛步槍師第63近衛步槍團第1步槍營的戰鬥軍醫留米拉·克拉維茨近衛中士因其英勇表現是整場柏林戰役中唯一一名獲得蘇聯英雄稱謂的女性。此外另有280名義務役蘇軍官兵因戰役期間的傑出表現而獲得一等光榮勳章，並取得「光榮勳章獲得者」地位。在蘇聯，光榮勳章獲得者所可享有的權利與待遇均與蘇聯英雄相同。
自1945年4月22日至5月2日間參與柏林戰役的1,100,000 名蘇軍官兵皆獲頒攻克柏林獎章。
2007年5月7日，俄羅斯以聯邦法律規範於蘇聯勝利日慶祝期間所使用之勝利旗的設計。另一方面，波蘭的官方旗幟日則於每年5月2日舉行以紀念柏林戰役的最後一天，波蘭官兵將波蘭國旗安插在柏林勝利紀念柱頂端。

### 註記
1. ↑  海因里希的職務本應由庫爾特·斯圖登特將軍接替，而提佩爾史哥赫僅在斯圖登特抵達前暫代指揮官職務，然而斯圖登特卻因遭英軍俘虜而從未抵達(Dollinger 1967，第228頁)。
2. ↑  在雷曼遭到解職後，接任柏林城防區域指揮官的實際上是恩斯特·凱瑟（英语：Ernst Kaether）上尉，但他在僅到任一天後即為魏德林所取代。
3. ↑  蘇聯原先估計德軍方面有100萬兵力，但這個數字是個高估(Glantz 1998，第258–259頁)。
4. ↑  這45,000人中有很大部份隸屬於第56裝甲軍 (德國國防軍)。該單位在施勞弗高地戰役時是德軍第9軍團的下屬單位。
5. ↑  德國學者根據不完全檔案資料的估計為：92,000人陣亡於施勞弗高地、哈爾貝與柏林市內，整個大柏林地區則有100,000人陣亡。蘇聯方面估計德方有458,080人陣亡，479,298人被俘(Glantz 1998，第271頁)，但這項估計是根據擊殺回報與不正確的德軍總兵力推估而來(Glantz 1998，第258–259頁)。
6. ↑  最後一場攻勢為1945年5月6日至11日的布拉格攻勢，蘇聯紅軍在波蘭、羅馬尼亞與捷克斯洛伐克的協助下擊敗了當時仍在捷克斯洛伐克境內負隅頑抗的中央集團軍。此後各地雖然不時有零星戰鬥發生，但規模均非常有限，死傷人數亦不超過千人。
7. ↑  前蘇聯國家將歐戰勝利日訂於每年的5月9日。
8. ↑  蘇聯方面估計蒙克手中有180,000人，但這個數字實際上包含了無武裝的制服人員，例如鐵路工作人員與國家勞役團成員等(Beevor 2002，第287頁)。
9. ↑  由東向西分別為第5突擊軍團、第8近衛軍團、第1近衛戰車軍團與雷巴爾科元帥指揮的第3近衛戰車軍團。
10. ↑  根據不同來源，「Z」的涵義有不同說法。一說「Z」指的是德語「Zentrum」的字首縮寫，即中心之意，Beevor 2002，第304頁。另有來源引用威廉·蒙克的說法稱「Z」指的是在他指揮下的中央政府區，是德語「Zitadelle」的縮寫，指的是中心要塞區域，Fischer 2008，第42–43頁、Tiemann 1998，第336頁。
11. ↑  被俘者中有許多人是無武裝的制服人員，例如鐵路工作人員與國家勞役團成員等(Beevor 2002，第287頁)。
12. ↑  多數的強姦發生在4月23日至5月8日間，此後強姦行為雖仍有發生，但已逐漸下降(Ziemke 1969，第149, 153頁)。亦存在部份德國婦女為求生存而與脅迫者進行不同程度的強迫性交(Ziemke 1969，第149, 153頁)。

在柏林戰役爆發前的數個月，當蘇軍準備對德國本土展開攻勢時，紅軍最高指揮部就已經意識到充滿報復心態的紅軍部隊存在紀律鬆弛的問題，並祭出相應措施檢查不法行為。在1月27日維斯瓦河-奧得河攻勢接近尾聲時，科涅夫元帥便列出了一份因掠奪、酒醉與侵犯平民而將轉送至懲戒營的指揮官名單(Duffy 1991，第275頁)。

### 引用
1. ↑  Zaloga 1982，第27頁.
2. 1 2 3  Glantz 1998，第261頁.
3. 1 2 3  Ziemke 1969，第71頁.
4. ↑  Murray & Millett 2000，第482頁.
5. 1 2 3 4 5 6  Beevor 2002，第287頁.
6. ↑  Antill 2005，第28頁.
7. 1 2  Glantz 1998，第373頁.
8. ↑  Wagner 1974，第346頁.
9. ↑  Bergstrom 2007，第117頁.
10. 1 2  Krivosheev 1997，第157頁.
11. 1 2 3  Krivosheev 1997，第263頁.
12. 1 2  Müller 2008，第673頁.
13. ↑  Glantz 2001，第95頁.
14. ↑  Antill 2005，第85頁.
15. ↑  Beevor 2002，第400–405頁.
16. ↑  Duffy 1991，第24, 25頁.
17. 1 2  Hastings 2004，第295頁.
18. ↑  Beevor 2002，第52頁.
19. ↑  Duffy 1991，第176–188頁.
20. ↑  Duffy 1991，第293頁.
21. ↑  Beevor 2002，第8頁.
22. ↑  Tiemann 1998，第200頁.
23. ↑  Beevor 2002，第9頁.
24. ↑  Dollinger 1967，第198頁.
25. ↑  Beevor 2002，第196頁.
26. ↑  Williams 2005，第213頁.
27. ↑  Bullock 1962，第753頁.
28. ↑  Bullock 1962，第778–781頁.
29. ↑  Beevor 2002，第194頁.
30. ↑  Williams 2005，第310, 311頁.
31. ↑  Ryan 1966，第135頁.
32. ↑  Milward 1980，第303頁.
33. ↑  McInnis 1946，第115頁.
34. ↑  Beevor 2003，第219頁.
35. ↑  Beevor 2002，Preface xxxiv, and pp. 138, 325.
36. ↑  Beevor 2003，第166頁.
37. ↑  Beevor 2003，第140頁.
38. ↑  Williams 2005，第292頁.
39. 1 2 3  Zuljan 2003.
40. 1 2 3  Ziemke 1969，第76頁.
41. ↑  Williams 2005，第293頁.
42. ↑  Williams 2005，第322頁.
43. 1 2  Beevor 2003，第426頁.
44. ↑  Gregory & Gehlen 2009，第207–208頁.
45. 1 2  Beevor 2002，第217–233頁.
46. ↑  Hastings 2005，第468頁.
47. 1 2  Beevor 2002，第244頁.
48. ↑  Beevor 2002，第247頁.
49. ↑  Beevor 2003，第255頁.
50. 1 2 3  Beevor 2002，第312–314頁.
51. 1 2 3  Ziemke 1969，第84頁.
52. ↑  RAF staff 2006.
53. ↑  Beevor 2002，第255–256, 262頁.
54. 1 2 3 4  Beevor 2002，第337頁.
55. ↑  Ziemke 1969，第88頁.
56. ↑  Simons 1982，第78頁.
57. 1 2  Komorowski 2009，第65–67頁.
58. ↑  Beevor 2002，第345頁.
59. ↑  Beevor 2003，第248頁.
60. 1 2 3  Beevor 2002，第310–312頁.
61. ↑  Ziemke 1969，第87–88頁.
62. ↑  Beevor 2002，第275頁.
63. ↑  Ryan 1966，第436頁.
64. ↑  Ziemke 1969，第89頁.
65. 1 2  Beevor 2003，第353頁.
66. 1 2 3  Ziemke 1969，第92頁.
67. ↑  Lewis 1998，第465頁.
68. ↑  Beevor 2002，第286頁 states the appointment was on 23 April 1945; Hamilton 2008，第160頁 states "officially" it was the next morning of 24 April 1945; Dollinger 1967，第228頁 gives 26 April for Weidling's appointment.
69. ↑  Ziemke 1969，第92–94頁.
70. ↑  Beevor 2002，第313頁.
71. ↑  Ziemke 1969，第111頁.
72. ↑  Fischer 2008，第42–43頁.
73. ↑  Beevor 2002，第223頁.
74. ↑  Beevor 2002，第243頁.
75. ↑  Ziemke 1969，第93頁.
76. 1 2  Beevor 2002，第259, 297頁.
77. ↑  Beevor 2002，第291–292, 302頁.
78. ↑  Beevor 2002，第246–247頁.
79. ↑  Beevor 2002，第303–304頁.
80. ↑  Beevor 2002，第340頁.
81. ↑  Beevor 2002，第257–258頁.
82. ↑  Beevor 2003，第371–373頁.
83. ↑  Beevor 2002，第349頁.
84. ↑  Beevor 2002，第343頁.
85. ↑  Beevor 2003，第375頁.
86. ↑  Beevor 2003，第377頁.
87. 1 2  Beevor 2003，第380頁.
88. 1 2 3  Hamilton 2008，第311頁.
89. ↑  Beevor 2003，第390–397頁.
90. ↑  Sontheimer 2008.
91. ↑  Bellamy 2007，第663–7頁.
92. ↑  Beevor 2002，第358頁.
93. ↑  Bullock 1962，第799, 800頁.
94. ↑  Williams 2005，第324, 325頁.
95. ↑  Beevor 2003，第381頁.
96. ↑  Beevor 2002，第385–386頁.
97. ↑  Dollinger 1967，第239頁, states 3 am, and Beevor 2003，第391頁, 4 am, for Krebs' meeting with Chuikov
98. ↑  Beevor 2003，第391頁.
99. 1 2 3 4  Dollinger 1967，第239頁.
100. ↑  Beevor 2003，第405頁.
101. ↑  Beevor 2003，第406頁.
102. ↑  Beevor 2002，第383–389頁.
103. ↑  Ziemke 1969，第125–126頁.
104. ↑  Beevor 2002，第386頁.
105. ↑  Beevor 2002，第391頁.
106. 1 2  Engelmann 1986，第266頁.
107. ↑  Beevor 2002，第338頁.
108. ↑  Dollinger 1967，第228頁.
109. 1 2 3  Ziemke 1969，第128頁.
110. 1 2 3  Ziemke 1969，第94頁.
111. 1 2  Ziemke 1969，第129頁.
112. ↑  Beevor 2003，第350頁.
113. ↑  Beevor 2003，第345–346頁.
114. ↑  Le Tissier 2005，第117頁.
115. ↑  Le Tissier 2005，第89, 90頁.
116. ↑  Beevor 2002，第330頁.
117. ↑  Ziemke 1969，第119頁.
118. ↑  Ziemke 1969，第120頁.
119. ↑  Beevor 2002，第350頁.
120. ↑  Beevor 2002，第378頁.
121. ↑  Beevor 2002，第395頁.
122. 1 2  Beevor 2002，第397頁.
123. ↑  Krivosheev 1997，第157,158頁.
124. ↑  Krivosheev 1997，第3頁.
125. ↑  Glantz 1998，第271頁.
126. ↑  Clodfelter 2002，第515頁.
127. 1 2 3  Bellamy 2007，第670頁.
128. 1 2  White 2003，第126頁.
129. ↑  Beevor 2002，第409頁.
130. ↑  Beevor 2002，第388–393頁.
131. ↑  Bellamy 2007，第660,670頁.
132. ↑  Grossmann 2009，第51頁.
133. ↑  Beevor 2002，第326–327頁.
134. ↑  Beevor & May 2002.
135. ↑  Budnitskii 2015.
136. ↑  Engelmann 1986，第267頁.
137. ↑  Ziemke 1990，第303頁.
138. ↑  Beevor 2002，第419頁.
139. ↑  Empric 2019，第5頁.
140. ↑  Empric 2019，第8頁.
141. ↑  Empric 2017，第44頁.
142. ↑  Ketchum 2014.
143. ↑  rg.ru 2007.
144. ↑  Kutylowski 2011.

## 延伸閱讀
- Antill, P., ,   [2021-07-12], （原始内容存档于2020-02-15） — Includes the Order of Battle for the Battle for Berlin (Le Tissier, T., , London: Jonathan Cape, 1988)

- Durie, William, , Berlin: Vergangenheitsverlag (de), 2012, ISBN 978-3-86408-068-5, OCLC 978161722 （英语）

- Erickson, John, , Westview Press, 1983, ISBN 978-0-89158-795-8

- Anonymous; A Woman in Berlin: Six Weeks in the Conquered City Translated by Anthes Bell, ISBN 978-0-8050-7540-3

- Kuby, Erich, , Hill and Wang, 1968

- Moeller, Robert G., , University of Michigan Press, 1997, ISBN 978-0-472-06648-3

- Naimark, Norman M., , Cambridge: Belknap, 1995, ISBN 978-0-674-78405-5

- Read, Anthony; Fisher, David, , London: Pimlico, 1993, ISBN 978-0-7126-0695-0

- Sanders, Ian J., , （原始内容存档于14 October 2007）

- Shepardson, Donald E., , The Journal of Military History, 1998, 62 (1): 135–153, JSTOR 120398, doi:10.2307/120398

- Tilman, Remme, , BBC,   [2021-07-12], （原始内容存档于2020-02-04）

- White, Osmar, , （原始内容存档于18 March 2007） — Alternative account of crimes against civilians

- RT, (official channel on YouTube). YouTube上的"Fall of Berlin: Stopping the Nazi Heart". 27 June 2010. 26-minute video.